# 仲里進
仲里 進（なかざと しん、1977年4月6日 - ）は、日本の車いすラグビー選手。沖縄県浦添市内間出身。リオデジャネイロパラリンピックで日本代表チームの一員として銅メダルを獲得。2016年10月に浦添市市民栄誉賞、11月に沖縄県県民栄誉賞を受賞。

## 略歴
先天性多発性関節拘縮症を持って生まれる。
車いすバスケ、車いすツインバスケットボールを経て、2002年から車いすラグビーを始める。
日本代表チームの一員として、アテネ、北京、ロンドン、リオと4大会連続パラリンピックに出場し、リオでは銅メダルを獲得する。
2016年10月に浦添市市民栄誉賞、11月に沖縄県県民栄誉賞を受賞する。